# Steenbraam
Steenbraam (Rubus saxatilis) is een soort uit het geslacht braam.

## Determinatie
Steenbraam is een vaste plant waarvan de stengels eenjarig zijn. De kruipende stengels kunnen tot 3 m lang worden, terwijl de rechtopstaande bloemstengels 10–30 cm lang zijn. De stengels verhouten niet en hebben kleine rechte stekels. De langgesteelde, handvormig samengestelde bladeren zijn drietallig, waarvan het eindstandige blaadje altijd kortgesteeld is en de andere twee zittend zijn. De steunblaadjes zijn 3–5 mm lang.
Steenbraam bloeit in mei en juni met 0,8–1 cm grote, witte bloemen. De smalle kroonbladen staan rechtop. De grote, rode deelvruchtjes zitten met zes of zeven bij elkaar in een 7–8 mm grote samengestelde steenvrucht, die maar één steenkern heeft. De vruchten smaken naar aalbessen.

## Ecologie
De plant groeit in loofbossen op vochtige, eutrofe grond.

## Trend en verspreiding
De soort staat op de Nederlandse Rode Lijst van planten als zeer zeldzaam en sterk in aantal afgenomen. Deze plant is in Nederland wettelijk beschermd sinds 1 januari 2017 door de Wet natuurbescherming. De plant komt in Nederland voor in het zuidoosten van de provincie Groningen (Meebos en Roelagerbos bij Ter Apel). In België komt de soort voor in de Ardennen en verder komt de plant voor in Eurazië.

## Namen in andere talen
- Duits: Steinbeere
- Engels: Stone Bramble
- Frans: Ronce des rochers
- Noors: Teiebær